# عبدالمحمد میرزا سیف‌الدوله
سلطان‌عبدالمحمد میرزا قاجار (زادهٔ؟ - درگذشتهٔ ۱۳۰۰ در ملایر)، ملقب به سیف‌الدوله، نوهٔ چهل و هشتم فتحعلی‌شاه قاجار و حاکم ملایر بود. او فرزند سلطان احمد میرزا عضدالدوله، برادرزاده سلطان محمدمیرزا سیف الدوله (فرزند سی و هشتم فتحعلی‌شاه قاجار و حاکم اصفهان) و برادر سلطان عبدالمجید میرزا عین‌الدوله (صدر اعظم مظفرالدین‌شاه قاجار) بود. سیف‌الدوله ابتدا به کسوت دراویش صفی‌علی‌شاهی درآمد اما بعد از مدتی از خانقاه صفی‌علی‌شاهی اخراج شد.

## سمت‌ها و مناصب

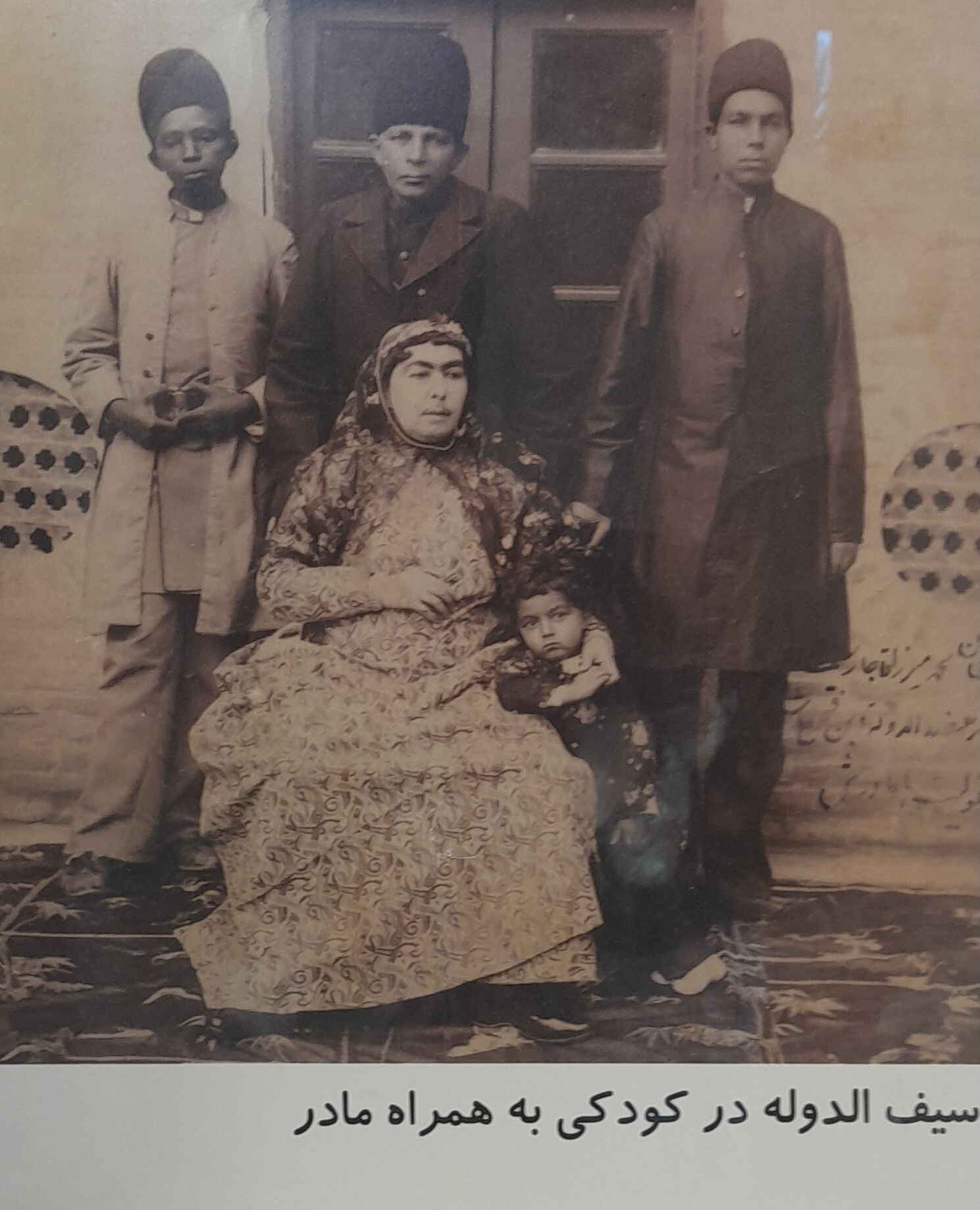
تصویر سیف‌الدوله در کودکی به همراه مادرش که در آرامگاه وی در ملایر به نمایش گذاشته شده است

سلطان‌عبدالمحمد میرزا، معروف به سیف‌الدوله، از شاهزادگان قاجار، نوهٔ فتحعلی‌شاه و فرزند سلطان احمد میرزا عضدالدوله بود و جانشین میرزا ابوالقاسم خان نوری از نزدیکان کامران میرزا شد. وی برادر عبدالمجید میرزا عین‌الدوله صدر اعظم مظفرالدین شاه بود. علاوه بر امتیازات خانوادگی که وی داشت، در طول حیات خویش دارای سمت‌های زیر بود:
- نیابت تولیت آستان قدس در سال ۱۲۵۱ خ.[۲]
- ژنرال آجودانی مخصوص ناصرالدین شاه در سال ۱۲۵۲ خ.[۲]
- دریافت لقب سف‌الدوله در سال ۱۲۶۱ خ.[۲]
- انتصاب به سِمت حاکم ملایر در سال ۱۲۶۲ خ و آغاز فعالیت‌های عمرانی وی در ملایر.[۲]
- انتصاب به سِمت حاکم همدان، استرآباد و خوزستان، در دوره‌های کوتاه از سال ۱۲۶۹ خ.[۲]
- انتصاب به سِمت حاکم عراق (اراک) از جانب سالارالدوله، برادر محمدعلی شاه، که پس از خلع وی بر علیه مشروطه طغیان کرده بود و در نهایت شکست خورد.[۲]
- انتصاب مجدد به عنوان حاکم ملایر، پس از عذرخواهی از صمصام‌السلطنه و پرداخت جریمه سنگین.
- روی آوردن مجدد وی به امر عمران در ملایر.[۲]
- بازداشت و تبعید به همدان توسط عثمانی‌ها به اتهام همکاری با دولت روسیه. وی کمی قبل‌تر در سال ۱۲۹۵ خ پس از پیشروی روسیه تا منطقهٔ ملایر، از آن‌جایی که تاب مقاومت در برابر آن‌ها را نمی‌دید، برای جلوگیری از آسیب به منطقه با روس‌ها با مسالمت برخورد کرد.[۲]

## موقوفات سیف الدوله
سیف‌الدوله پس از تلاش برای کودتا علیه شاه و پایه‌گذاری انجمنی سری به نام انجمن اخوت دستگیر شد و به شهرستان ملایر که فاصلهٔ چندان زیادی با پایتخت نداشت تبعید شد تا مأموران حکومتی به راحتی وی را زیر نظر داشته باشند. پس از این ماجرا او تصمیم گرفت ثروت خود را وقف احداث بیمارستان، مدرسه و کمک به فقرا سازد؛ بنابراین او وصیت‌نامه ای تنظیم کرد و درآمد حاصل از شهر را به احداث بیمارستان و کمک به بیماران نیازمند و کمک به فقرا و اطعام مسافرینی که به قصد زیارت عتبات از ملایر می‌گذشتند اختصاص داد. در این وصیتنامه حتی مبلغی برای تأمین علوفهٔ چهارپایان کاروان‌های زوار اختصاص یافته بود. از دیگر اموال سیف‌الدوله در ملایر پارک سیفیه است که به عنوان تفرجگاه عمومی ساخته شد. از شش دانگ شهر ملایر، چهار و نیم دانگ به موقوفهٔ سیف‌الدوله اختصاص دارد.
از دیگر موقوفات سیف الدوله دو باب عمارت مدرسه سادات و قاجاریه در خیابان ظهیر الاسلام در تهران است.

## درگذشت

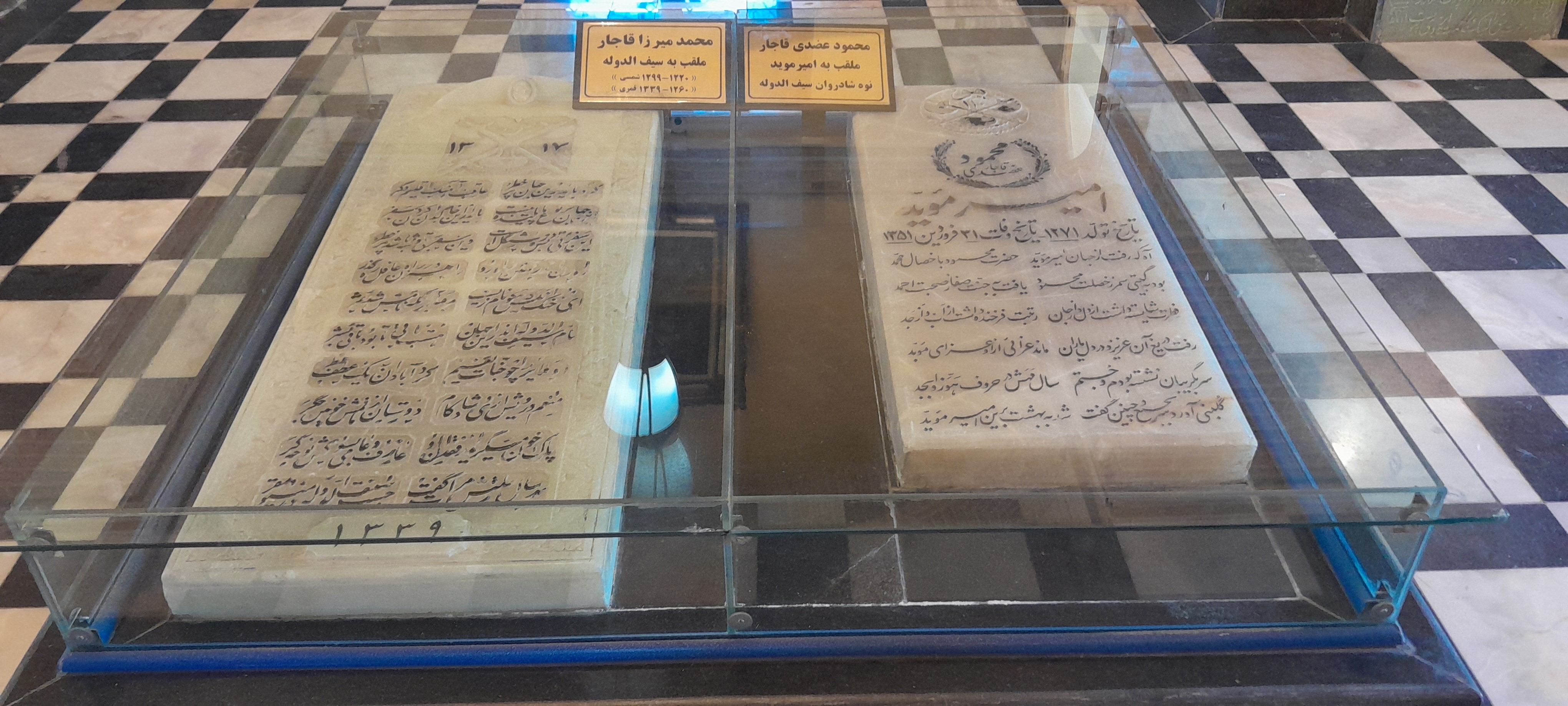
قبر سیف‌الدوله و نوه‌اش امیر مؤید در شهر ملایر

سیف‌الدوله در سال ۱۳۰۰ خورشیدی در ملایر درگذشت. وی قبل از مرگش، ثلث درآمد موقوفات خود را به تعمیر قنات پارک، خانقاه و مریض‌خانه اختصاص داد. او بنا به وصیت خود در همان مکانی که تصمیم به وقف شهر گرفت، مدفون شد.